# Австрия на «Евровидении-1984»
Австрия принимала участие в двадцать девятом выпуске телевизионного конкурса Евровидение-1984, который состоялся 5 мая в Муниципальном театре Люксембурга, Люксембург. Страну представляла певица Анита Вагнер, более известная как Анита с песней Einfach weg ("Просто уйди"), написанной Бриджит Сойберт и Вальтером Мюллером. По итогам голосования она заняла 19-е, последнее место, набрав всего 5 очков. Тем не менее, Einfach weg стала предшественницей австрийской заявки на Евровидение-1985 Kinder dieser Welt Гари Люкса. Конкурс был показан на канале ORF zwei с комментариями Эрнста Гриссмана. Глашатаем от Австрии была Тилия Херольд.

## До «Евровидения»

### Aus Zwölf wird eins 1984
Начиная с 1981 года австрийская телекомпания ORF организовывала национальный отбор для выбора артиста и песни, либо только песни для участия на Евровидение. Отбор, получивший название Aus Zwölf wird eins, был применён и к выбору заявки на конкурс 1984 года. Aus Zwölf wird eins 1984 состоялся 22 марта в телецентре ORF в Вене. Ведущей была Вера Руссвурм. Двенадцать песен как и в предыдущие два года было представлено, а победитель определялся посредством голосования жюри из 250 зрителей, голосовавших по телефону. Среди конкурсантов национального отбора был Гари Люкс (как участник дуэта Гитти и Гари), представлявший Австрию как член группы Westend на Евровидение-1983.
| Порядковый номер | Исполнитель      | Название песни             | Очки  | Место |
| ---------------- | ---------------- | -------------------------- | ----- | ----- |
| 1                | Сандра Веллс     | Hier ist mein Lied         | 369   | 8     |
| 2                | Марта Бутбул     | He du                      | 352   | 9     |
| 3                | The Kids         | Schatten der Vergangenheit | 517   | 5     |
| 4                | Энди Марек       | Top Secret                 | 516   | 6     |
| 5                | Анита Вагнер     | Einfach weg                | 1,404 | 1     |
| 6                | By Chance        | Vogel im Wind              | 469   | 7     |
| 7                | Бриджит          | Ich bin Frau               | 270   | 10    |
| 8                | Рут Хале         | Ich steh' unter Strom      | 130   | 12    |
| 9                | Андреас Вёрц     | Singen is Gold             | 872   | 3     |
| 10               | Петер Юг         | Saison                     | 567   | 4     |
| 11               | Гитти и Гари     | Kumm hoit mi               | 931   | 2     |
| 12               | Гельмут Рудольфс | Erste Liebe                | 204   | 11    |

## На «Евровидении»
Анита выступала под номером 13, между Югославией и Германией. В конце голосования она заняла 19-е, последнее место, набрав всего 5 очков (1 от Ирландии и 4 от Дании). Столь провальный результат привёл австрийскую телекомпанию ORF отказаться от использования дорогостоящего национального отбора и выбирать кандидатов на Евровидение внутренним путём. 12 очков австрийское жюри присудило стране-победительнице, Швеции. Рихард Остеррайхер был дирижёром во время исполнения австрийской заявки.

### Голосование
| Очки      | Страна     |
| --------- | ---------- |
| 12 баллов |            |
| 10 баллов |            |
| 8 баллов  |            |
| 7 баллов  |            |
| 6 баллов  |            |
| 5 баллов  |            |
| 4 балла   | - Дания    |
| 3 балла   |            |
| 2 балла   |            |
| 1 балл    | - Ирландия |

| Очки      | Страна         |
| --------- | -------------- |
| 12 баллов | Швеция         |
| 10 баллов | Ирландия       |
| 8 баллов  | Франция        |
| 7 баллов  | Италия         |
| 6 баллов  | Испания        |
| 5 баллов  | Финляндия      |
| 4 балла   | Дания          |
| 3 балла   | Бельгия        |
| 2 балла   | Великобритания |
| 1 балл    | Германия       |